# 黃正德
黃正德（英語：C.-T. James Huang，1948年—）是一名臺灣語言學家，也是哈佛大學語言學榮休教授。
黃正德於1948年出生在臺灣花蓮縣富里鄉。他分別於1971年和1974年獲得國立臺灣師範大學的學士和碩士學位，並於1982年獲得美國麻省理工學院的語言學博士學位。他在2014年獲得臺灣語言學會的終身成就獎，並在2015年獲選為美國語言學會會士。2016年，他獲選為中央研究院人文與社會科學組院士。2019年，他獲選為歐洲科學院院士 。
在語言學的生成文法框架內，黃正德用英語和漢語發表了大量關於官話語法結構的文章和書籍。他在這一領域的影響被廣泛認為是「為漢語理論語法的發展鋪平了道路並起到引領作用」；「如果沒有他的開創性研究……這樣一個領域就不會以我們目前所知的豐富方式存在」。2009年，黃正德與李艷惠（Y.-H. Audrey Li）和李亞非（Yafei Li）合作共同編寫《漢語句法學》（The Syntax of Chinese），涵蓋了過去25年的漢語理論研究工作。2015年，黃正德獲得由21位漢語句法專家的作品組成的紀念文集，其中最重要的是他自己最近的出版物，主題是漢語參數語法中句法分析的同步和非同步方法。

## 外部連結
- 個人網頁 （页面存档备份，存于）
- 黃正德 （页面存档备份，存于）在哈佛大學的官方網頁
- 語言學家列表「著名語言學家」自傳 （页面存档备份，存于）